# Emanuelle delle Piane
Pour les articles homonymes, voir Delle Piane.
Emanuelle delle Piane, née en 1963 à La Chaux-de-Fonds, est une auteure binationale suisse et italienne.

## Biographie
Emanuelle delle Piane a suivi des études de lettres à l'Université de Neuchâtel, puis des formations variées en écriture de scénarios en France et aux États-Unis auprès de Frank Daniel.
Lauréate de l'Académie Carat, qui sponsorise des jeunes talents dans le domaine des médias, elle passe ensuite plusieurs années à Paris où elle développe des scénarios pour la télévision et le cinéma. C'est là également qu'elle écrit pour une amie comédienne sa première pièce, Le Tiroir suivi de l'Armoire. La pièce de théâtre montée par Charles Joris, directeur du Théâtre Populaire Romand est jouée en tournée dans toute la Suisse romande.
Suivent une vingtaine de pièces écrites dont Les Enfants de la pleine lune créée en 2009 et jouée en première mondiale à Montréal en octobre 2011.
Les pièces La Monstre, Adagio, Amours chagrines ou l'École de la vélocité, À Dieu-Vat et Les Enfants de la pleine lune font partie du recueil Pièces, répertoire Emanuelle delle Piane, paru en 2010 chez Bernard Campiche Éditeur ; Léna, Princesse du rien et Variations sérieuses sont publiées en 2015 par  Lansman Éditeur. Suivent, chez le même éditeur, Les petites Personnes et L'Ami (de mon ami).
Emanuelle delle Piane est non seulement auteure de théâtre pour adultes et pour enfants, mais aussi de pièces radiophoniques et de nouvelles. Ses pièces ont été créées en Suisse, en France, en Belgique, au Canada, en Italie, en Pologne, en Arménie, et sont régulièrement jouées.

## Publications
- Le Tiroir suivi de L'Armoire, Cabédita, coll. « Répertoire du Théâtre populaire romand », 1997 (ISBN 978-2-88382-068-5)
- La monstre, Pièce cruelle, L'Âge d'Homme, 2000, 86 p. (ISBN 978-2-8251-1479-7, lire en ligne)Pièce de théâtre
- Voyage au pays des fées, Cabedita, coll. « Espace et Horizon », 2002, 163 p. (ISBN 978-2-88295-353-7)
- Les Malheurs de Sophie revisités, Théâtre à lire et à jouer, Lansman, coll. « Printemps théâtral », 2002 (ISBN 978-2-87282-306-2)Avec Christian Caro et Dominique Flau-Chambrier
- Noël rue de l'envers, L'Âge d'Homme, coll. « Théâtre suisse », 2005, 74 p. (ISBN 978-2-8251-1629-6, lire en ligne)
- Interviews, Un monologue pour deux personnages, L'Âge d'Homme, coll. « Théâtre suisse », 1998, 74 p. (ISBN 978-2-8251-1629-6, lire en ligne)
- Les Lessives : nouvelles, Le Locle (Suisse)/Besançon, Éditions É d'Encre, 2004, 147 p. (ISBN 2-940257-12-4)nouvelles
- Les Boîtes aux lettres, Éditions G d'Encre, 2005 (ISBN 2-940257-22-1)nouvelles
- Les Bancs publics, Éditions G d'Encre, 2007  (ISBN 978-2940257423)
- Les Sœurs Bonbon (théâtre), Carnières-Morlanwelz, Lansman, coll. « Lansman Jeunesse », 2008, 95 p. (ISBN 978-2-87282-636-0)Théâtre
- Orage à Belle Maison (théâtre pour marionnettes), Orbe (Suisse), Éditions Campiche, coll. « Enjeux 6 », 2009, 399 p. (ISBN 978-2-88241-241-6)Théâtre
- Pièces (théâtre), Éditions Campiche, coll. « théâtre en camPoche vol.15 », 2010 (ISBN 978-2-88241-281-2)Théâtre
- La Fidélité (théâtre), Paris, l'Avant-scène, coll. « Les Petites Formes de la Comédie-Française », 2011, 165 p. (ISBN 978-2-7498-1181-9)Théâtre
- Les Enfants de la pleine lune (théâtre), Lansman, coll. « Théâtre à vif », 2011 (ISBN 978-2-87282-859-3)
- Léna, princesse du rien (théâtre), Lansman, coll. « Théâtre à vif », 2015 (ISBN 978-2-8071-0065-7)
- Variations sérieuses (théâtre), Lansman, coll. « Théâtre à vif », 2015 (ISBN 978-2-8071-0066-4)
- Les Petites Personnes (théâtre), Lansman, coll. « Théâtre à vif », 2018 (ISBN 978-2-8071-0188-3)[3] ;
- L'Ami (de mon ami) (théâtre), Lansman, coll. « Théâtre à vif », 2019